# Kryzys psychiczny
Kryzys psychiczny, zwany również emocjonalnym – ostre, przejściowe doświadczenie zakłócenia równowagi psychicznej, spowodowane zagrożeniami powiązanymi z sensem życia, systemem wartości, koncepcji własnej osoby, skutkiem konfrontacji z zaskakującą sytuacją bądź wydarzeniem krytycznym (por. Płużek 2002, Sęk 2000). Doświadczenie takie przekracza możliwości samodzielnego poradzenia sobie osoby. Jest zakłóceniem normalnego biegu zdarzeń w życiu człowieka, wymaga ponownej oceny sposobów myślenia i działania.
Do psychologii klinicznej i psychiatrii pojęcie kryzysu wprowadził Erich Lindemann, opisując kryzysy będące reakcją żałoby i konkludując, że kryzys to normalna ludzka reakcja na niecodzienne doświadczenie.
Według G. Caplana kryzys jest stanem stresu emocjonalnego, który prowadząc początkowo do mniejszej lub większej dezintegracji funkcji psychicznych, w dalszym swym przebiegu zmusza osobowość do stawienia czoła trudnej sytuacji przez mobilizację mechanizmów obronnych.

## Rodzaje kryzysów

### Kryzysy rozwojowe
Spowodowane są przez wydarzenia zachodzące w toku rozwoju człowieka, powodujące gwałtowną zmianę lub życiowy zwrot. Jest to normalne zjawisko adaptacyjne.
Teorię psychospołeczną dotyczącą kryzysów rozwojowych w cyklu życia stworzył Erik Erikson, zakładając, że każda faza rozwoju prowadzi do kryzysu, wywołanym przez swoisty rodzaj konfliktu:
1. zaufanie – nieufność (niemowlęctwo)
2. autonomia – wstyd i zwątpienie  (wczesne dzieciństwo)
3. inicjatywa – poczucie winy (wiek zabaw)
4. pracowitość – poczucie niższości (wiek szkolny)
5. tożsamość – niepewność roli (adolescencja)
6. intymność – izolacja (wczesna dorosłość)
7. kreatywność – stagnacja (dorosłość)
8. integralność ego – rozpacz (dojrzałość)

Według Eriksona najważniejszym kryzysem w rozwoju osobowości człowieka jest kryzys tożsamości.

### Kryzysy sytuacyjne
To kryzysy, które zostały wywołane przez nagłe i nieoczekiwane wydarzenia, utratę czegoś albo kogoś ważnego. Pojawiają się w sytuacjach rzadkich i nadzwyczajnych, które są zaskoczeniem i stąd człowiek nie może ich kontrolować i przewidywać. Człowiek staje się bezradny wobec trudności wymagającej zmiany osobowości, postępowania, a czasem przemiany struktury wewnętrznej lub zaakceptowania utraty czegoś. Są reakcją na udział w wypadkach komunikacyjnych, porwaniach, utratę pracy, informację o ciężkiej chorobie własnej lub członka rodziny, śmierć bliskiej osoby. Mogą być też wywołane przez wydarzenia o treści pozytywnej takie jak zawarcie małżeństwa, urodzenie dziecka, ukończenie studiów, zmiana kierunku kariery zawodowej, otrzymanie hipoteki albo darowizny, czy nadzwyczajne osobiste osiągnięcia. Kluczem do odróżnienia kryzysu sytuacyjnego od innych jest przypadkowość, nagłość czy wywołanie wstrząsu.

### Kryzysy egzystencjalne
To wewnętrzne konflikty i lęki, związane z celowością życia, wolnością, niezależnością. Są typowe dla bilansów życiowych u nastolatków, w 40, 50 i 60 roku życia i zwane potocznie „kryzysem wieku średniego” (ang. midlife crisis).

### Kryzysy środowiskowe
Dochodzi do nich gdy wydarza się naturalna, bądź spowodowana przez człowieka katastrofa. Takie kryzysy zdarzają się w obliczu powodzi, huraganów, trzęsień ziemi, epidemii, wojny, emigracji, zapaści gospodarczej.

### Kryzysy religijne
Różnią się od typowych kryzysów psychicznych dużym stopniem złożoności, gdyż obejmują swoim działaniem trzy sfery: biologiczną, psychiczną i duchową. Przebiegają równocześnie na dwu płaszczyznach: naturalnej i ponadnaturalnej. Chociaż w takim kryzysie bierze udział cała osobowość to główny obszar kryzysu dotyczy sfery duchowej i wszelkich doświadczeń i przeżyć religijnych. Wśród naturalnych przyczyn powstawania kryzysów religijnych F. Głód wskazuje niewłaściwie ukształtowany w dzieciństwie obraz Boga, negatywny obraz rodziców przenoszony na wyobrażenie Boga, trudności o charakterze moralnym, czy w wykonywaniu praktyk religijnych.
F. Głód wyróżnił sześć typów kryzysów religijnych:
- kryzysy religijne okresu dorastania;
- kryzysy powstające na skutek niedojrzałego obrazu Boga;
- kryzysy religijne spowodowane konfliktem pomiędzy systemem wartości (sumieniem) a postępowaniem;
- kryzysy dotyczące praktyk religijnych;
- kryzysy dotyczące roli i posłannictwa religijnego;
- kryzysy religijne u sceptyków, ateistów i ludzi walczących z religią.

## Termin
Termin kryzys psychiczny zrodził się z badań opisów reakcji krewnych osób, które zginęły w czasie katastrofalnego pożaru klubu nocnego w Bostonie w 1944 roku. Analiza wykazała, że indywidualne pokonywanie kryzysów zależy od wzorców zachowań i może być ułatwione dzięki pomocy psychologicznej. (zob. interwencja kryzysowa)

## Przyczyny kryzysu
Stan kryzysu mogą wywoływać trzy czynniki:
1. niespodziewane zdarzenie, które stanowi jakieś niebezpieczeństwo,
2. zagrożenie realizacji ważnej potrzeby symbolicznie powiązane ze słabymi punktami psychiki lub z wcześniejszymi konfliktami,
3. brak zdolności do adekwatnego radzenia sobie z trudnościami.

## Skutki kryzysów
Nawet przy traumatycznych kryzysach, wywołanych nieprzewidzianymi obciążeniami psychicznymi istnieje szansa na rozwój osobowości. Wielu znaczących dla współczesnej psychologii autorów wyraża pogląd, że bez kryzysu nie ma rozwoju osobowości (np. K. Dąbrowski, E. Erikson, R.J. Havighurst, C.G. Jung, A. Maslow, Z. Płużek, C. Rogers). Pozytywne przezwyciężenie kryzysu pozwala na osiągnięcie wyższego stopnia rozwoju osobowości. Przemiany te są realizowane w fazach:
- szoku – wówczas konieczna jest pomoc, podtrzymanie pozwalające przetrzymać fazę reakcji, wówczas dochodzi do zagrożenia PTSD (zob. stres)
- przepracowywania – gdy następuje spojrzenie w przyszłość
- nowego zorientowania – gdy można osiągnąć wyższy stopień rozwoju osobowości